# Al-Kasrajn
Al-Kasrajn (arab. Al-Qasrayn القصرين, fr. Kasserine) – miasto i przełęcz w zachodniej Tunezji położone u podnóża najwyższej góry w tym kraju Dżabal asz-Szanabi. Ludność 83 534 (2014). Miejsce bitwy niemiecko-amerykańskiej stoczonej w tym miejscu w 1943 roku.